# Cosimo Palamidessi
Cosimo Palamidessi (Livorno, 18 agosto 1818 – Firenze, 1868) è stato un chirurgo italiano.

## Biografia
Laureatosi presso l'Università di Pisa, fino dai primi anni dei suoi studi universitari, Cosimo Palamidessi mostrò tanto zelo per lo studio della chirurgia e nell'anno 1846 iniziò a lavorare come aiuto di Giorgio Regnoli e di Andrea Ranzi presso la Clinica Chirurgica dell'Ospedale di Santa Maria Nuova di Firenze e successivamente a Pisa.
Il 23 settembre 1858 fu eletto chirurgo operatore primario nello Spedale di Sant'Antonio a Livorno.
Nel 1860 divenne professore di Clinica Chirurgica presso l'Università di Siena.
In data 11 ottobre 1863, fu insignito del titolo di Cavaliere dell'Ordine dei Santi Maurizio e Lazzaro, su proposta del Ministro della Pubblica Istruzione, per "particolari benemerenze e buoni servigi prestati nell'insegnamento".

## Pubblicazioni maggiori
- Storia d'un antico ristringimento uretrale con fistole orinarie felicemente soccorso coli' uretrotomia interna. Caso pertinente alla Clinica chirurgica di Pisa diretta dal cav. prof. Cosimo Palamidessi. — Pisa, Tipografia Orsolini-Prosperi 1865.
- Memoria intorno alla rottura della vescica, scritta dal prof. Cosimo Palamidessi. — Firenze, Tipografia Mariani 1866.
- Storia di due aneurismi spontanei dell'arteria poplitea sinistra, uno dei quali risanato dalla compressione digitale, 1'altro dalla compressione strumentale, curati nella Clinica chirurgica di Pisa dal prof. Cosimo Palamidessi titolare.— Pisa presso P. Orsolini. Prosperi, Tipografia della R. Università 1865.
- Terzo caso d'aneurisma spontaneo al poplite sinistro, guarito con la compressione strumentale e digitale, di pertinenza della Clinica chirurgica di Pisa diretta dal prof. Cosimo Palamidessi.— Estratto dallo Sperimentale, aprile 1866.
- Intorno alla guarigione d'una vasta Ciste idatigena del bassoventre. Memoria del prof. Cosimo Palamidessi. — Estratto dallo Sperimentale del marzo 1865.
- Considerazioni intorno alla Stafilorafia, ed esposizione d' un fatto relativo seguito da felice successo nella pratica particolare del dott. Cosimo Palamidessi Clinico chirurgico in Pisa. — Firenze, Tipografìa Mariani, 1867.
- Relazione di quattro casi medico-chirurgici osservati nella Clinica chirurgica di Firenze dal dott.Cosimo Palamidessi. Pisa, Tipografia Citi 1865.
- Sulla compressione strumentale e digitale, applicata prima e dopo V allacciatura dei vasi. Memoria del prof. Cosimo Palamidessi Clinico chirurgico in Pisa. — Firenze, Tipografia Mariani 1866.
- Intorno ad un voluminoso tumore osseo della scapula destra, estirpato dal cav. prof. Giorgio Regnoli. Narrazione storica del dott. Cosimo Palamidessi di lui aiuto. — Firenze, Tipografia Bencini 1858.
- Sunto statistico intorno ai lipomi osservati nella Clinica chirurgica di Santa Maria Nuova in Firenze dal 1846, al 56 inclusive, compilato dal dott. Cosimo Palamidessi. — Tipografia Citi 1865.
- Consederazioni intorno alla disarticolazione del ginocchio ed esposizione di due casi relativi del professore Cosimo Palamidessi, Clinico chirurgico a Pisa.
- Storia d' un tumore spongoide venoso a mieloplaxe della parte esterna e superiore della tibia sinistra, esposta dal dottore Cosimo Palamidessi. — Estratto dallo Sperimentale del maggio 1865. — Tipografia Mariani.
- Storia d'una peritonite violentissima, e prontamente letale succeduta alla cistotomia lateralizzata, esposta dal professore Cosimo Palamidessi, Clinico chirurgico in Pisa. — Tipografia Orsolini Prosperi, Pisa 1865.
- Prolusione letta dal professore Cosimo Palamidessi il di 9 gennaio 1860 per dar principio alle sue lezioni di medicina operatoria nell'Università di Siena. — Tipografia Lazzeri 1860, Siena.
- Allacciatura dell'arteria iliaca esterna sinistra per vasto aneurisma spontaneo circoscritto dell'arteria femorale nel triangolo di Scarpa eseguita con felice successo dal dottore Cosimo Palamidessi, professore di clinica chirurgica in Pisa.
- 1° Di due tumori cistici uno perirotuliere e l'altro della mammella. — D'un tumore fibroplastico del cordone spermatico e di un incipiente ossificazione del testicolo. — Due memorie lette all'accademia medico-fisica fiorentina noli' anno 1863 dal dottore Cosimo Palamidessi, allora aiuto nella Clinica chirurgica di Santa Maria Nuova. — Estratte dalla Gazzetta Medica Italiana Federativa. — Toscana — Anno 5, Serie seconda.
- 2° Relazione d'una straordinaria dilatazione dell'uretra pertinente alla pratica chirurgica del dottore Cosimo Palamidessi. — Estratta dallo Sperimentale N. VI. — Tipografia Bencini 1858.
- 3° Sulla cura delle ernie incarcerate e strozzate, considerazioni del dottore Cosimo Palamidessi. — Memoria estratta dalla Gazzetta Medica Italiana Federativa. — Toscana — Tomo secondo Serie seconda. — Rivista e con note ed aggiunte ristampata da Mariano Cecchi in Firenze 1852.